# Lista de rodovias estaduais do Acre
A nomenclatura das rodovias estaduais é composta por três números, precedidos das letras AC, correspondente à sigla estadual: AC-xxx

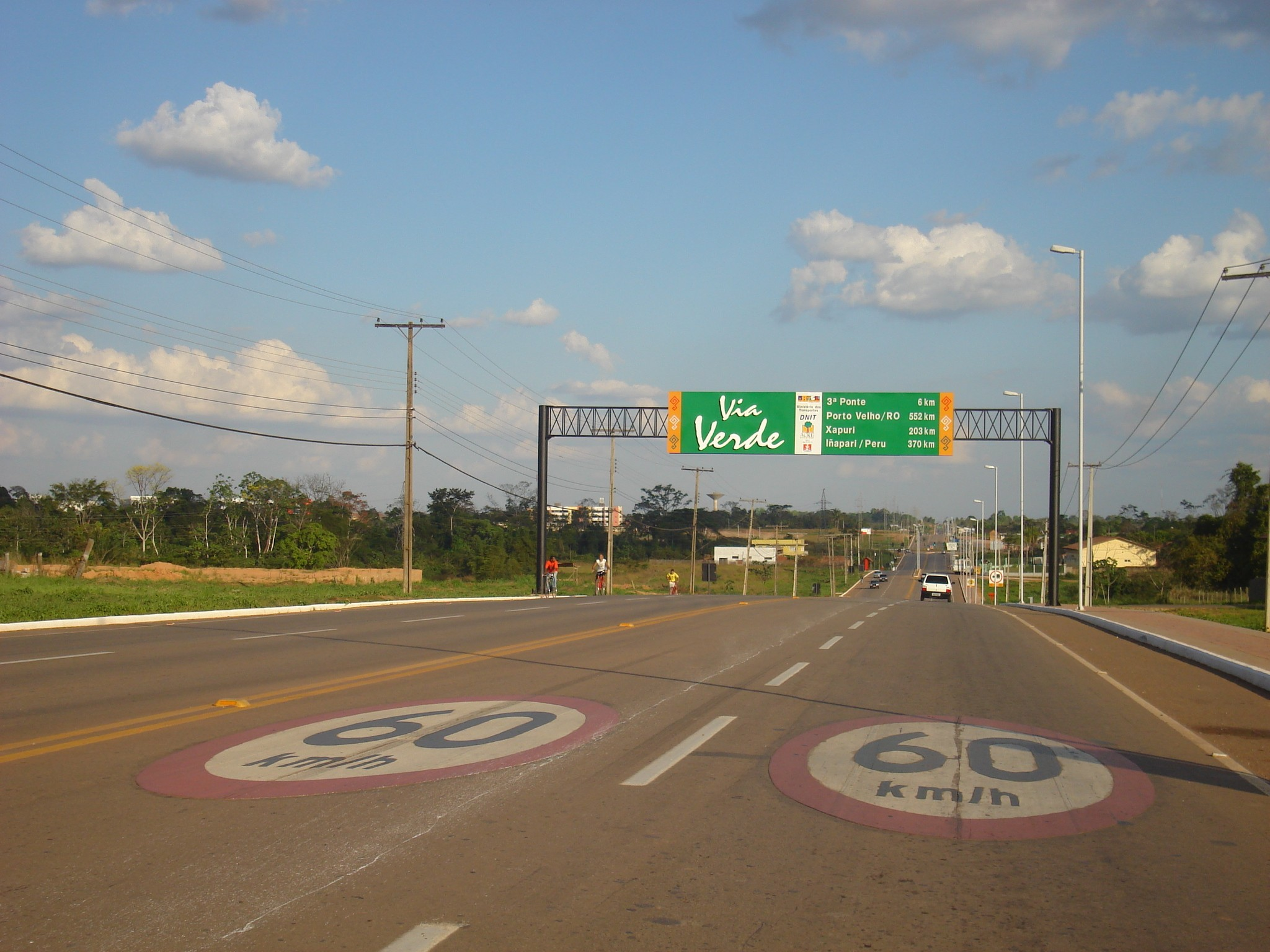
A Via Verde é um anel viário que liga as principais rodovias que chegam a Rio Branco

## Rodovias estaduais
- AC-010[1]
- AC-040[2]
- AC-090
- AC-170
- AC-370
- AC-380
- AC-400[3]
- AC-401[4]
- AC-445
- AC-463
- AC-465
- AC-470
- AC-475[5]
- AC-485
- AC-498